# Éric Bagge
Pour les articles homonymes, voir Bagge.

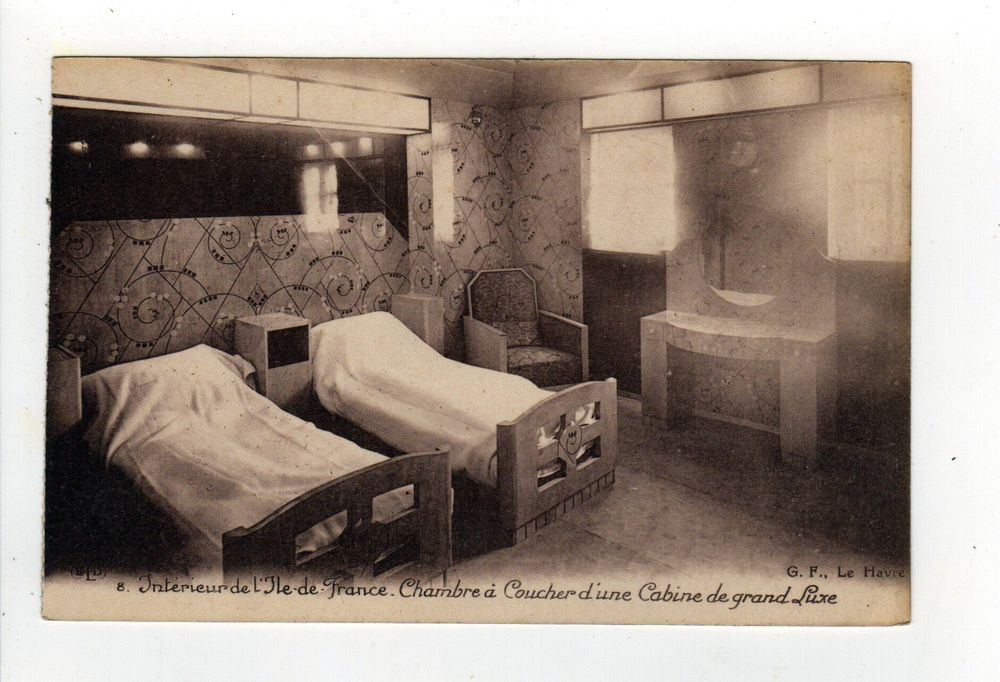
Vue dans la chambre de la Grande Suite sur le paquebot Île-de-France

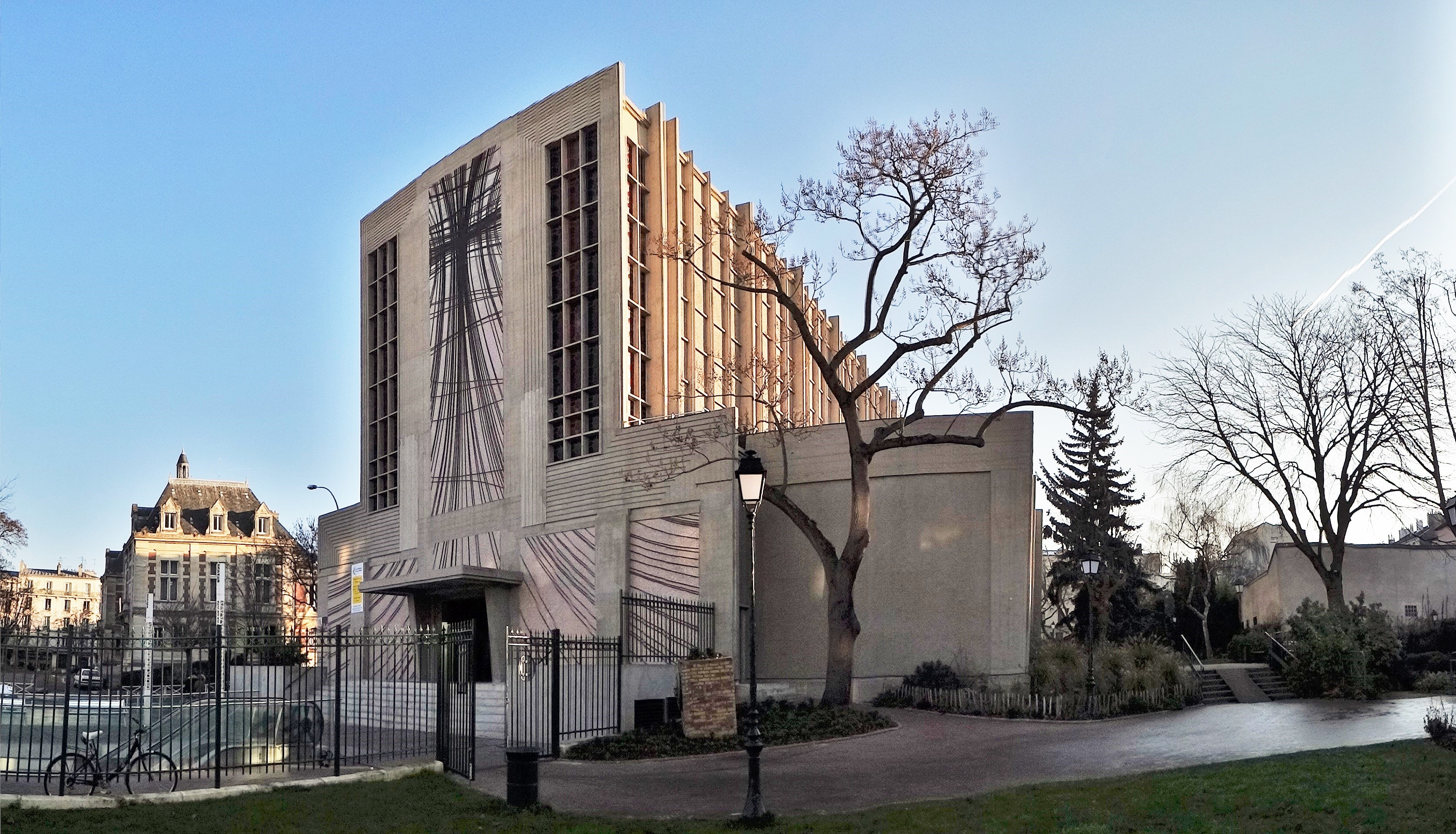
Église Saint-Jacques-le-Majeur, rue Gabriel-Péri à Montrouge

Éric Bagge, né à Antony le 10 septembre 1890 et mort à Paris 15e le 19 octobre 1978, est un architecte, décorateur, designer et dessinateur français.

## Biographie
Ancien élève de l'École nationale supérieure des arts décoratifs. Chevalier de la Légion d'honneur, Officier du Dragon d'Annam, il expose à tous les Salons des artistes décorateurs et au Salon d'automne à partir de 1919. 
Professeur de dessin à la manufacture de Beauvais depuis octobre 1925, cette année-là, il participe en Hors-concours à l'Exposition des arts décoratifs et y est rapporteur du jury international. Il est professeur de 1927 à 1960 aux arts décos. 
Membre du Groupe des architectes modernes, du Comité français des expositions de la Société Encouragement à l'Art et l'Industrie, on lui doit  des églises modernes. 

## Distinctions
- Officier de l'ordre du Dragon d'Annam
- Chevalier de la Légion d'honneur en 1926[5].